# Australotitan
Australotitan cooperensis
Genre
Espèce
Australotitan est un genre fossile de Sauropoda Titanosauria qui a existé pendant l'âge Cénomanien - Turonien du Crétacé supérieur dans ce qui est maintenant le centre-sud du Queensland, en Australie. Le genre contient une seule espèce, Australotitan cooperensis. 

## Découverte et dénomination

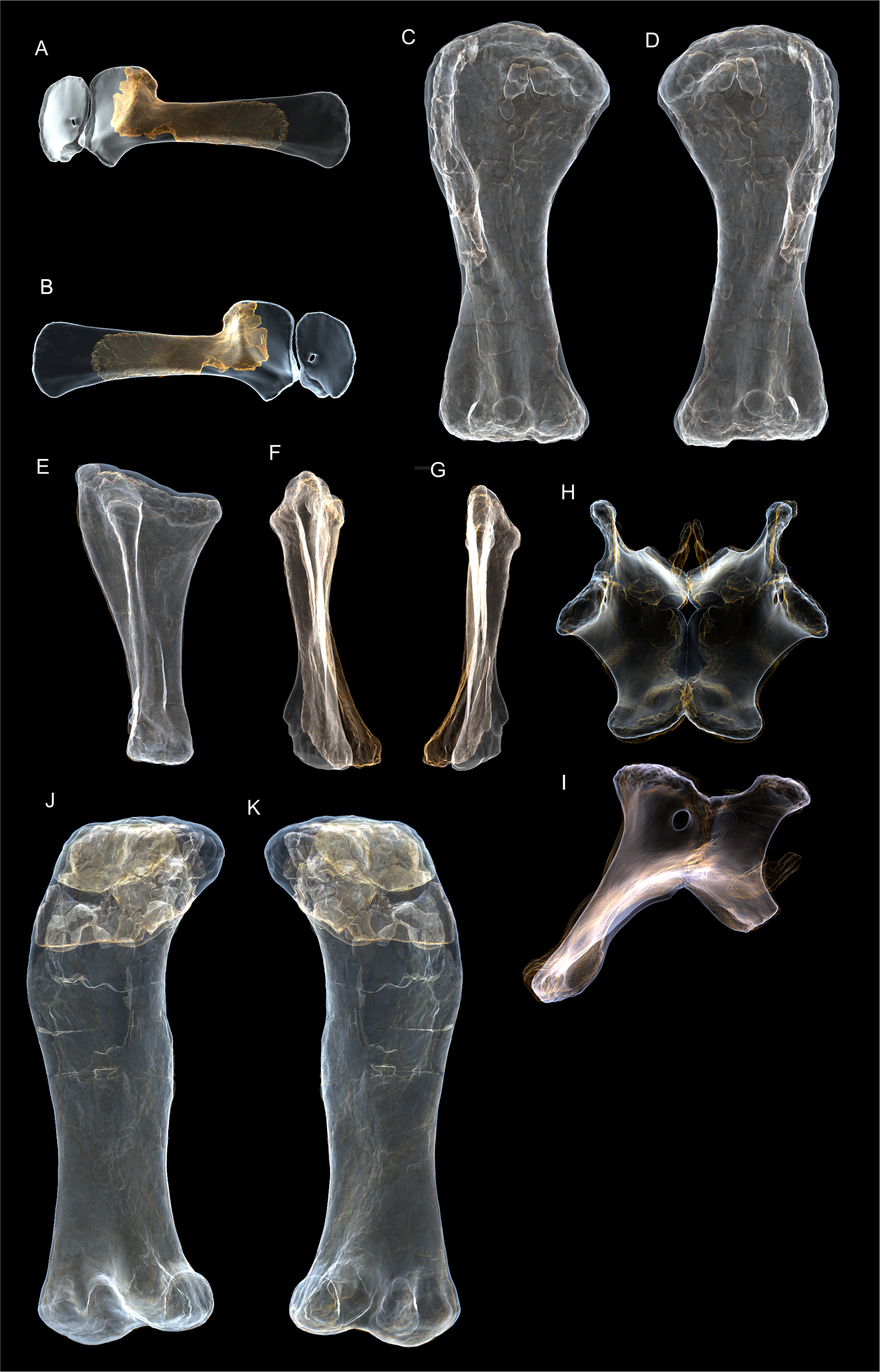
Restaurations numériques 3-D de l'holotype (EMF102) du titanosaurien Australotitan cooperensis (Hocknull, 2021).

Australotitan a été découvert en 2005 dans la formation de Winton, dans le sud-est du Queensland, en Australie, près de la ville d'Eromanga. Sandy Mackenzie, la découvreuse, avait déjà recueilli d'autres ossements sur le terrain de ses parents en 2004. Le matériel fossile a ensuite été préparé et exhumé en collaboration avec le Queensland Museum (en) et le Musée d'histoire naturelle d'Eromanga entre novembre 2005 et avril 2010. Il a été surnommé « Bananabendersaurus »" d'après Banana Bender, surnom du Queensland, avant sa description. L'holotype, EMF102 (surnommé « Cooper »), a été décrit en 2021 sur la base d'un squelette partiel composé d'une omoplate gauche partielle, d'un humérus partiels gauche et droit complet, d'un cubitus droit, des pubis et ischions droits et gauches, et de fémurs partiels droit et gauche. Trois autres spécimens ont été référencés dans le genre : EMF164, surnommé « George » (fémur fragmenté, ulna, vertèbres présacrées et matériel de côtes), EMF105 (un fémur complet) et EMF165 (un humérus distal). On a constaté que plusieurs des fossiles holotypes avaient été piétinés et comprimés. Ceci était le résultat de plusieurs petits sauropodes marchant en une seule ligne. La piste a une longueur totale d'environ 100 mètres. L'espèce type, A. cooperensis, a été nommée et décrite par Scott A. Hocknull (d), Melville Wilkinson, Rochelle A. Lawrence, Vladislav Konstantinov, Stuart Mackenzie et Robyn Mackenzie en 2021. Le nom générique, Australotitan, combine le mot latin « australis », qui signifie « méridional », car il a été trouvé en Australie (qui est parfois appelée « la grande terre australe »), avec le mot grec « Tιτάν » qui signifie « titan », en référence aux Titans de la mythologie grecque et à la taille gigantesque du dinosaure. Le nom spécifique, cooperensis, fait référence au système de Cooper Creek près de l'emplacement initial de l'holotype, et au surnom donné à l'holotype lors de sa découverte.

## Description

Schéma squelettique et taille du spécimen holotype. Le matériel connu est représenté en blanc, le matériel reconstitué en gris, et les déformations en rouge.

Australotitan représente le plus grand dinosaure australien connu. Le fémur du spécimen EMF164 a une longueur de 2,146 mètres, une taille similaire à celle des fémurs de Futalognkosaurus et de Dreadnoughtus, mais plus petite que celle de Patagotitan. Les auteurs de la description se sont délibérément abstenus de fournir une estimation de la taille, car il est notoirement difficile d'obtenir des résultats fiables pour les sauropodes. La découverte de Australotitan indique que les gigantesques Sauropoda Titanosauria étaient présents au Crétacé moyen du Gondwana oriental.'

## Classification
Dans une analyse phylogénétique réalisée par Hocknull et al., Australotitan a été retrouvé comme un Titanosauria. Dans onze analyses sur quatorze, il a été placé dans un clade avec le Titanosauria contemporain Diamantinasaurus, qui, selon l'ensemble de données, comprenait également d'autres sauropodes de la formation de Winton, Wintonotitan et Savannasaurus, et parfois aussi Sarmientosaurus, Baotianmansaurus, Dongyangosaurus, Erketu et Pitekunsaurus, ce qui le place dans le clade Diamantinasauria (Poropat et al., 2021),.